# Scopula compararia
Scopula compararia är en fjärilsart som beskrevs av Herrich-Schäffer 1847. Scopula compararia ingår i släktet Scopula och familjen mätare. Inga underarter finns listade.